# کونوپنیتسا (ولاسوتینتسه)
کونوپنیتسا (به صربی: Konopnica) یک منطقهٔ مسکونی در صربستان است که در ولاسوتینتسه واقع شده‌است. بر اساس سرشماری سال ۲۰۰۲ کونوپنیتسا ۹۸۹ نفر جمعیت دارد.